# Bão Wukong (2012)
Bão Wukong (tên gọi theo Cục quản lý Thiên văn, Địa vật lý và Khí quyển Philippines: Quinta ; tiếng Việt: Ngộ Không) là một cơn bão được hình thành từ áp thấp nhiệt đới ngoài khơi phía đông nam Philippines ngày 25 tháng 12 năm 2012.

## Lịch sử khí tượng
Ngày 25 tháng 12, cảnh báo lũ và trượt đất của chính phủ Philippines đã được đưa ra trên khắp vùng trung và nam Philippines. Tín hiệu cảnh báo được đưa ra ở cấp 2 (thang cảnh báo của Philippines có 4 cấp) ở các tỉnh Đông Samar, Leyte và nam Leyte, và cấp 1 ở 11 tỉnh khác. Do ảnh hưởng của gió mùa Đông Bắc, cơn bão có thể mạnh lên. Đây là cơn bão thứ 17 quét qua Philippines trong năm 2012, và là cơn bão thứ 10 đi vào Biển Đông.
Đến 18 giờ GMT ngày 27 tháng 12, bão suy yếu thành một vùng áp thấp trên Biển Đông.

## Ảnh hưởng

### Philippines
Sáng ngày 26 tháng 12, do ảnh hưởng của bão có khoảng 5.748 hành khách bị mắc kẹt tại các cảng ở miền trung Philippines.
Ngày 27 tháng 12, khi quét qua miền trung Philippines, cơn bão đã làm thiệt mạng 5 người và 3 người bị mất tích.
Sau khi bão đi qua, tính đến ngày 28 tháng 12, số người thiệt mạng tại Philippines là 11 và 3 người mất tích. Hơn 28.000 phải rời khỏi nơi cư trú và gần phân nửa trong số đó vẫn sống trong các liều tạm của chính phủ nước này.